# Чарапа од сто петљи
Чарапа од сто петљи је југословенски филм из 1971. године. Режирао га је Небојша Комадина, а сценарио је писао Александар Поповић.

## Улоге
| Глумац           | Улога |
| ---------------- | ----- |
| Ружица Сокић     |       |
| Милутин Бутковић |       |
| Ђорђе Јелисић    |       |